# 2004 في كوريا الجنوبية
فيما يلي قوائم الأحداث التي وقعت خلال عام 2004 في كوريا الجنوبية.

## أفلام
من الأفلام التي صدرت هذه السنة في كوريا الجنوبية:
- 1 يناير – 3-حديد من إخراج كيم كي دوك.
- 1 يناير – الفتى العجوز من إخراج بارك تشان ووك.
- 1 يناير – لحظة للذكرى من إخراج John H. Lee (director) [الإنجليزية]‏.
- 1 يناير – مئة يوم مع السيد المتغطرس

## برامج ومسلسلات وأنمي
- إم كاونت داون

## وفيات

### يونيو
- 22 يونيو – كيم صن إل (مواليد 1970) لغوي كوري جنوبي.